# Lilla Abborrtjärnen (Östervallskogs socken, Värmland, 661505-128510)
Lilla Abborrtjärnen är en sjö i Årjängs kommun i Värmland och ingår i Göta älvs huvudavrinningsområde.
Den ligger mellan Stora Abborrtjärnen och Södra Sundsvattnet.